# Ko van Dijk sr.
Jacobus Johannes Hermanus (Ko) van Dijk sr. (Amsterdam, 26 maart 1881 – Groet, 23 mei 1937) was een Nederlands toneelspeler en -directeur.

## Levensloop
Van Dijk van een zoon van Cornelis Theodorus Joannes (Kees) van Dijk (Zutphen, 27 december 1821 - Rotterdam, 20 mei 1890), toneelspeler, en Frederika Maria Freerk Ruiter (Rotterdam, 19 november 1937). Hij werd door het vroege overlijden van zijn vader, acteur Kees van Dijk, vanaf zijn zesde jaar opgevoed door zijn oudere zuster, Mina Buderman-van Dijk. Toen hij veertien jaar oud was, ging hij naar de toneelschool. Hij slaagde in 1898 voor zijn eindexamen en kreeg een contract bij de Koninklijke Vereeniging Het Nederlandsch Tooneel (K.V.H.N.T.), waar hij debuteerde met "Zonsopgang" en waar hij vervolgens zeventien jaar aan verbonden zou blijven.
In navolging van Willem Royaards en Louis de Vries sloot hij zich aan bij het nieuwe gezelschap Het Schouwtooneel, dat in 1933 overging in Nieuw Schouwtoneel, waarvan hij in de periode 1933-1937 met Frits Bouwmeester jr. de leiding had. Bij Het Schouwtoneel werd zijn 25-jarige jubileum gevierd met het toneelstuk "Als de jonge wijn bloeit" van Bjørnstjerne Bjørnson. Het Utrechtse publiek huldigde Van Dijk uitvoerig bij dit zilveren jubileum.
Van Dijk trouwde in 1915 met de actrice Jetty Riecker (1895-1980; zij was ook verbonden aan Het Schouwtooneel) en had twee kinderen: Ko (1916-1978; eveneens acteur) en Jetty (1917-1985). Ko van Dijk sr. overleed plotseling op 56-jarige leeftijd in zijn zomerverblijf in het Noord-Hollandse Groet (gemeente Schoorl). Op 27 mei 1937 vond er een afscheidsdienst plaats in de Stadsschouwburg Amsterdam, waarna hij werd begraven op Zorgvlied.

## Toneelrollen
| titel van het stuk            | rol                              | schrijver             | gezelschap        | jaren       |
| ----------------------------- | -------------------------------- | --------------------- | ----------------- | ----------- |
| Zonsopgang                    | zoon van Woutersz                | M.J. van Schevichaven | K.V.H.N.T         | 1898 - 1916 |
| Marguerite Gauthier           | Baron de Varville                | A. Dumas Fils         | K.V.H.N.T         | 1898 - 1916 |
| Don Quichot                   | Valasco                          | P. Langendijk         | K.V.H.N.T         | 1898 - 1916 |
| Coriolanus                    | Romeins krijger                  | W. Shakespeare        | K.V.H.N.T         | 1898 - 1916 |
| Dora                          | De Lartiges                      | V.Sardou              | K.V.H.N.T         | 1898 - 1916 |
| Het recht van het hart        | Reiner                           | E. van Possart        | K.V.H.N.T         | 1898 - 1916 |
| Gijsbrecht van Aemstel        | Rey van edelinghen               | J. van den Vondel     | K.V.H.N.T         | 1898 - 1916 |
| Vrienden van ons              | Lancelot                         | V. Sardou             | K.V.H.N.T         | 1898 - 1916 |
| Bruiloft van Kloris en Roosje | Kloris/Krelis                    | D. Buysero            | K.V.H.N.T         | 1898 - 1916 |
| De Koopman van Venetië        | Prins van Arragon                | W. Shakespeare        | K.V.H.N.T         | 1898 - 1916 |
| Madame Sans Gene              | Cop de Brigade/Buurman Lefebvre  | V. Sardou/E. Moreau   | K.V.H.N.T         | 1898 - 1916 |
| Voldoening                    | Eerste student                   | A. Baron von Roberts  | K.V.H.N.T         | 1898 - 1916 |
| De goochelaar                 | De Seligny                       | A. d'Ennery/J. Bresil | K.V.H.N.T         | 1898 - 1916 |
| Narciss                       | Markies Silhouet                 | A. E. Brachvogel      | K.V.H.N.T         | 1898 - 1916 |
| De eer                        | Hugo Stengel                     | H. Sudermann          | K.V.H.N.T         | 1898 - 1916 |
| Zijn goed gesternte           | Edouard d'Ancenis                | E. Scribe             | K.V.H.N.T         | 1898 - 1916 |
| Schurkenspel                  | Rettell                          | H. A. Jones           | K.V.H.N.T         | 1898 - 1916 |
| Tobias Bolderman              | Alexander Rahders                | Doctor Juris          | K.V.H.N.T         | 1898 - 1916 |
| Starkadd                      | Zanger                           | A. Hegenscheidt       | K.V.H.N.T         | 1898 - 1916 |
| De schoolrijdster             | Caesar                           | E. Pohl               | K.V.H.N.T         | 1898 - 1916 |
| Koning Oedipus                | Kooraanvoerder                   | Sophocles             | K.V.H.N.T         | 1898 - 1916 |
| De beurs of het leven         | Georges                          | A. Capus              | K.V.H.N.T         | 1898 - 1916 |
| Flora Tosca                   | Capreola/Angelotti               | V. Sardou             | K.V.H.N.T         | 1898 - 1916 |
| Koning Richard III            | Koning Edward IV                 | W. Shakespeare        | K.V.H.N.T         | 1898 - 1916 |
| De zedelijkheid in Drogeveen  | Lid van het zedelijkheidscongres | C.J.A. van Bruggen    | K.V.H.N.T         | 1898 - 1916 |
| Schipbreuk                    | Arbeider                         | J. van Schevichaven   | K.V.H.N.T         | 1898 - 1916 |
| De toneelspeler des keizers   | Francois Bourdin                 | K. Wartenberg         | K.V.H.N.T         | 1898 - 1916 |
| De Afrikaan                   | Caston de Larien                 | C. Edmond             | K.V.H.N.T         | 1898 - 1916 |
| Antigone                      | Dienaar                          | Sophokles             | K.V.H.N.T         | 1898 - 1916 |
| Een winteravondsprookje       | De tijd/Dion                     | W. Shakespeare        | K.V.H.N.T         | 1898 - 1916 |
| Rijk... en geen geld          | Dr. James Allroyd                | M. Peter              | Het Schouwtooneel | 1928        |